# Trbušac
Trbušac (en serbe cyrillique : Трбушац) est un village de Serbie situé dans la municipalité de Vladimirci, district de Mačva. Au recensement de 2011, il comptait 343 habitants.

## Démographie

### Évolution historique de la population
| 1948 | 1953 | 1961 | 1971 | 1981 | 1991 | 2002 | 2011 |
| ---- | ---- | ---- | ---- | ---- | ---- | ---- | ---- |
| 541  | 564  | 520  | 503  | 485  | 444  | 396  | 343  |

|  |